# PQ–7a konvoj
A PQ–7a konvoj a nyolcadik hajókaraván volt, amelyet a szövetségesek a második világháború során a Szovjetunióba indítottak. Az elsőnek, a Dervis konvojnak még nem volt betűkből és számból álló kódja. Ez volt az első olyan konvoj, amelynek valamelyik hajóját a németek elsüllyesztették. A PQ kód azt jelentette, hogy a rakomány nyugatról tart a Szovjetunióba, a 7 a sorszámát jelöli, az a azt mutatja, hogy volt a konvojnak egy másik útvonalon haladó része (PQ–7b konvoj) is. A két teherhajó és az őket kísérő, halászhajóból kialakított tengeralattjáró-elhárítók 1941. december 26-án indultak el az izlandi Hvalfjörðurból.

## A konvoj
Az 1924-ben épített, 5135 tonnás Waziristan 3700 tonna katonai felszerelést, közte ezer tonna vörösrezet és 410 Ford teherautót szállított. Az első olyan teherhajó volt, amelyet az Amerikai Egyesült Államokban töltöttek fel a Szovjetuniónak szánt segéllyel. A Waziristant január 1-jén délután látták utoljára a Cold Harbour tengerészei, majd eltűnt a rossz időben. A kísérők nélkül hajózó tengerjáróra másnap rábukkant Ulan farkasfalka egyik tagja, az U–134 tengeralattjáró a Medve-szigettől nagyjából 50 kilométerre délre. A Rudolf Schendel korvettkapitány által irányított búvárhajó 6.22-kor és 6.39-kor torpedót lőtt rá. Mivel ezek nem találták el a hajót, 6.48-kor újabb torpedót indítottak. Ez a támadás sikeres volt, a Waziristan kettétört és elsüllyedt. A tengeralattjáróról látták, ahogy a legénység elhagyja a hajót, de később valamennyien, 47-en a vízbe vesztek. A megmaradt vízi járművek 1942. január 12-én érkeztek meg Murmanszkba.

## A hajók

### Kereskedelmi hajók
| A hajó neve | Nemzetisége        | Veszteség                |
| ----------- | ------------------ | ------------------------ |
| Cold Harbor | Panama             |                          |
| Waziristan  | Egyesült Királyság | Elsüllyesztette az U–134 |

### Kísérőhajók
| A hajó neve      | Nemzetisége        | Típusa                   |
| ---------------- | ------------------ | ------------------------ |
| HMS Hugh Walpole | Egyesült Királyság | Tengeralattjáró-elhárító |
| HMS Ophelia      | Egyesült Királyság | Tengeralattjáró-elhárító |